# Live After Death
Live After Death es un álbum doble en vivo de la banda británica de heavy metal Iron Maiden, lanzado el 14 de octubre de 1985.
Durante el transcurso de la gira World Slavery Tour fue grabado el álbum en una serie de conciertos, presentados en Hammersmith Odeon, Londres y en Long Beach, California, Estados Unidos, Live After Death es el primer álbum en directo de Iron Maiden, tras el álbum Maiden Japan en formato EP.

## Portada
La portada del disco creada por Derek Riggs, como muchas otras de la banda, aparece Eddie la mascota del Grupo, surgiendo de su tumba en la cual la lápida cuenta una cita de Howard Phillips Lovecraft, escritor de cuentos de terror con estilo y forma de metaficción.

"That is not dead which can eternal lie Yet with strange aeons even death may die."
"Que no está muerto lo que yace eternamente, y con el paso de los eones aún la muerte puede morir..."
Ciudad sin nombre por H. P. Lovecraft

El álbum comienza con el discurso que el primer ministro Winston Churchill pronunció como aliento al pueblo británico, ante la inminencia del bombardeo a Londres por parte del ejército Alemán nazi durante la Segunda Guerra Mundial; una introducción para el tema "Aces High".

...We shall go on to the end, we shall fight in France, we shall fight on the seas and oceans, we shall fight with growing confidence and growing strength in the air, we shall defend our Island, whatever the cost may be, we shall fight on the beaches, we shall fight on the landing grounds, we shall fight in the fields and in the streets, we shall fight in the hills; we shall never surrender...
…Iremos hasta el final, pelearemos en Francia, pelearemos en los mares y océanos, pelearemos con creciente confianza y creciente fuerza en el aire, defenderemos nuestra isla, cualquiera sea el costo, pelearemos en las playas, pelearemos en las pistas de aterrizaje, pelearemos en el campo y las calles, pelearemos en las colinas, nunca nos rendiremos…
"We shall fight on the beaches" por Winston Churchill, discurso 4 de junio de 1940

Así mismo, Bruce Dickinson utilizó el verso A Hymn de Gilbert K. Chesterton como apertura del tema "Revelations" basado del libro de Aleister Crowley.
O God of earth and altar,
Bow down and hear our cry,
Our earthly rulers falter,
Our people drift and die;
The walls of gold entomb us,
The swords of scorn divide,
Take not thy thunder from us,
But take away our pride.

## Lista de canciones
| N.º | Título                        | Escritor(es)                   | Duración |  |
| 1.  | «Churchill's Speech (Intro)»  |                                | 0:50     |  |
| 2.  | «Aces High»                   | Steve Harris                   | 4:39     |  |
| 3.  | «2 Minutes to Midnight»       | Adrian Smith / Bruce Dickinson | 6:03     |  |
| 4.  | «The Trooper»                 | Harris                         | 4:31     |  |
| 5.  | «Revelations»                 | Dickinson                      | 6:11     |  |
| 6.  | «Flight of Icarus»            | Smith / Dickinson              | 3:27     |  |
| 7.  | «Rime of the Ancient Mariner» | Harris                         | 13:18    |  |
| 8.  | «Powerslave»                  | Dickinson                      | 7:13     |  |
| 9.  | «The Number of the Beast»     | Harris                         | 4:53     |  |
| 10. | «Hallowed Be Thy Name»        | Harris                         | 7:21     |  |
| 11. | «Iron Maiden»                 | Harris                         | 4:20     |  |
| 12. | «Run to the Hills»            | Harris                         | 3:54     |  |
| 13. | «Running Free»                | Paul Di'Anno / Harris          | 8:43     |  |

| Edición de 1998 |                          |                            |          |  |
| N.º             | Título                   | Escritor(es)               | Duración |  |
| 1.              | «Wrathchild»             | Harris                     | 3:06     |  |
| 2.              | «22 Acacia Avenue»       | Harris                     | 4:36     |  |
| 3.              | «Children of the Damned» | Harris / Smith             | 6:18     |  |
| 4.              | «Die With Your Boots On» | Smith / Dickinson / Harris | 5:12     |  |
| 5.              | «Phantom of the Opera»   | Harris                     | 7:23     |  |

| Lados B (Edición de 1995) |                             |                         |          |  |
| N.º                       | Título                      | Escritor(es)            | Duración |  |
| 1.                        | «Losfer Words (Big O'rra)»  | Harris / Smith          | 4:14     |  |
| 2.                        | «Sanctuary»                 | Di'Anno/ Harris/ Murray | 4:40     |  |
| 3.                        | «Murders in the Rue Mourge» | Harris                  | 4:32     |  |

## Integrantes
- Steve Harris - bajista
- Bruce Dickinson - vocalista
- Dave Murray - guitarrista
- Adrian Smith - guitarrista
- Nicko McBrain - baterista